# 33486 Edreynolds
33486 Edreynolds è un asteroide della fascia principale. Scoperto nel 1999, presenta un'orbita caratterizzata da un semiasse maggiore pari a 2,440700 UA e da un'eccentricità di 0,069362, inclinata di 7,831944° rispetto all'eclittica. Ha un diametro di 3,530 km.